# 競泳

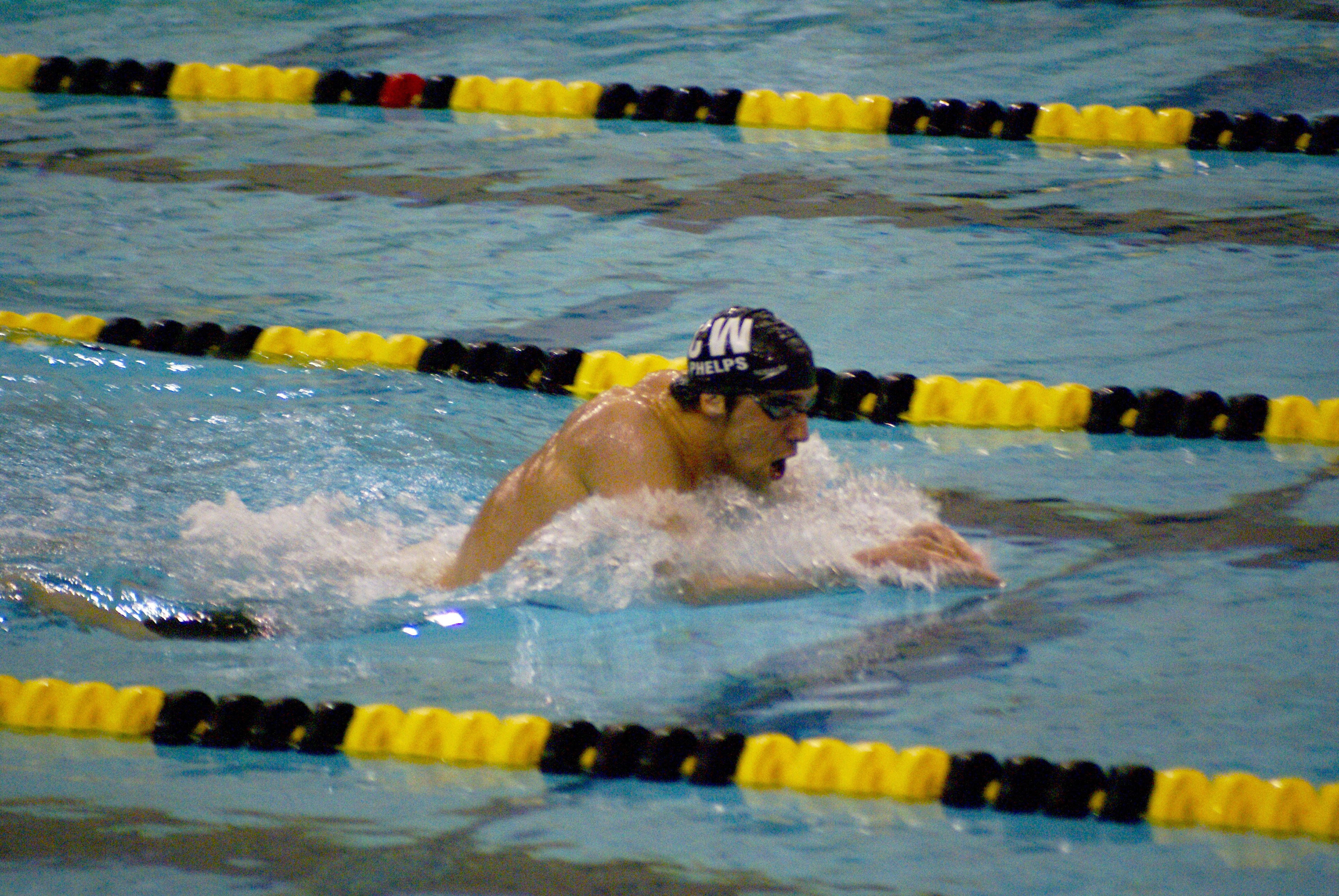
平泳ぎ

競泳（きょうえい、英: swimming race, swimming match, swimming competition）とは、一定の距離を定められた泳法で泳ぎ、タイムを競う競技のこと。

## 概要
個人種目としては、「自由形」「背泳ぎ」「平泳ぎ」「バタフライ」の4つの泳法があり、さらに4つの泳法を順番に泳ぐ「個人メドレー」がある。→#種目
一般的に10レーンまたは8レーンからなる50mの長水路または25mの短水路のプールで行われる。短水路の方がターン回数が多く好記録になるため、長水路の記録と短水路の記録は別に扱われる。
競泳は近代オリンピック（夏季オリンピック）第1回大会からの正式競技でもある。
2018年現在、国際水泳連盟（現・世界水泳連盟）には209の国と地域が加盟しており、参加者が最も多い国際競技大会と言われるワールドマスターズゲームズでは、実施競技の中でも参加者が多い競技の一つとなっており、最も参加者が多い年もある。文部科学省が調査した世界各国のスポーツの参加状況調査では、イギリス、スウェーデン、カナダ、オーストラリアなどの調査対象となった欧米圏各国の全てで上位にランクインしており、Global HABITが調査した「アジア14都市の人気スポーツ」ではウォーキング、ジョギング（ランニング）、バドミントン、サイクリングに次ぐ競技人口第5位となっている。いずれの国でも一般人が参加できる大会が整備された競技スポーツとしては第1位～第3位となっている。日本国内では、スイミングスクールやスポーツクラブの充実などにより「習い事ランキング」では第1位、笹川スポーツ財団（2004年）と社会生活基本調査（2011年）による競技人口調査ではウォーキング・軽い体操、ボウリングに次ぐ第3位、内閣府（2009年）による競技人口調査ではウォーキング、軽い体操、ボウリング、ランニングに次ぐ第5位となっており、いずれも一般人が参加できる大会が整備された競技スポーツとしては第1位となっている。
これだけ水泳が行われている理由として、地球のほとんどが水で覆われていることだけを考えても、泳ぎが苦手なヒトにとって水泳を習得する意義は大きく、水泳を行う機会も多いことが考えられる。加えて、全身の筋肉を使った運動であること、全身の瞬発力を必要とすること、1時間当たりの消費カロリーが最も高い運動であること、柔軟でしなやかな動きを必要とすること、水中で激しく動いても水の抵抗を受けないように体の軸を保つ体幹を必要とすることなど、水泳は己の身体のみを使って総合的な身体能力が養えるスポーツなので、幼い頃から水泳を行うことは身体能力向上のために最適であり、成人や身体能力のピークを過ぎた年齢になってもトレーニングやダイエット、健康のための運動としても最適であることが考えられる。以上のような理由から、他のスポーツと比べて男女間や年齢に偏りがなく、老若男女問わず幅広く行われているため、非常に古い歴史と共に日本国内においても世界的にも競技人口が多い普遍的でメジャーなスポーツとなっている。

## 歴史
人が泳ぎ始めた時期については資料が無くはっきりとは分かっていないが、人類は二足歩行を始めた原始時代から生活を維持していくための食物として、川や海などに棲む魚貝類の捕獲を必要としたことや、移動のための川の横断、水害からの避難、衛生のための洗身、宗教的信仰のための水浴などの機会を通して水の浮力の存在を知り、浮力を利用して泳ぐ技術を覚えたとされており、水泳は己の身体のみを使って一人で行う最も普遍的な運動の一つとして人間の生活とともに始まったとされている。地球の70%が海であり、陸地にも川や湖、池が多数存在することから、人類の誕生から生活のために水泳が必要不可欠であったことは当然と考えられる。およそ9000年前に人が泳いでいる姿を示す壁画があったといわれ、古代ギリシア時代には水泳が盛んであったことも当時の絵画や彫刻からわかる。古代ギリシア・古代ローマ時代の身体訓練では水泳が重要な科目とされており、文化人の条件としても文字が読めることと並んで水泳ができることが必要とされていた。3000年前に西南アジアにあった古代王国アッシリアの旧地から発掘されたレリーフには、兵士が泳いで川を渡っている姿が描かれている。記録としては、古代エジプトのパピルス文書（紀元前2000年）、アッシリアのニムルド出土の兵士の図（紀元前9世紀）、古代中国の荘子、列子、淮南子などがある。
古代ギリシア時代の祭りであるオリュンピア大祭（古代オリンピック）が行われていた時期には、既に水泳が重要な科目として盛んに行われていたのだが、古代オリンピックの競技には採用されていなかった。はっきりとした理由は不明だが、あまりにも当たり前のように行われていたためとする説や祭りの時期になるとオリンピアの川の水が無くなって泳げなくなってしまうためとする説がある。そもそも、主に現在の陸上競技の原型となる種目が行われていたため、水泳を行うには別の場所で行わなければならないなど馴染まなかったとも考えられる。
最初期の泳ぎは動物の模倣で、犬掻きや平泳ぎに似ているものであったとされている。中世においても動物の泳ぎを模倣した段階であったが、19世紀に入ってイギリスの産業革命後、スポーツの近代化とブルジョワジーが賭けレースをするようになったことを背景として泳ぎにスピードが求められるようになった。そのため泳ぎに改良が加えられていき、もっとも原始的な泳ぎの形であるとともに平泳ぎの原型となる「両手で同時に水を掻き、両足で同時に水を後方に押しやる泳ぎ」から「両手で同時に水を掻き、両足を左右に開いたのち勢いよく水を挟んで前進力を得る『蛙股（現在のウェッジキック）』」が考案され、現在の平泳ぎが完成した。
これまで身体訓練や娯楽、生活の一部として世界各地で行われていた様々な運動が、19世紀の産業革命後、イギリスで起こった「スポーツの近代化」によって現在のスポーツ競技として成立していった。水泳もこの時代になると、これまでのレクリエーションとしての水泳に飽き足らなくなったイギリス上流階級の子弟を中心とする青少年たちにより学校対抗の形式で競技が始められていく。ロンドンにあるハイド・パークのサーペンタイン・レイク（池）をプールのように区切って1837年に世界初の水泳大会が行われ、1869年にロンドン水泳協会が設立された。1896年に開催された第1回オリンピックでは正式競技として採用され、現在まで一度も外されることなく行われており（第1回大会から継続して行われ続けている競技は、競泳・陸上競技・体操競技・フェンシングの4競技のみである。）、後半の陸上競技とともに前半のオリンピックにおける花形競技となっている。第1回大会の種目は自由形のみが行われ、実質平泳ぎで競われた。1900年パリオリンピックから背泳ぎが種目として加わり、自由形ではクロール泳法が登場して、1904年セントルイスオリンピックから平泳ぎは独立種目となった。1952年ヘルシンキオリンピックでは平泳ぎにおいて多数の選手がバタフライの手の掻きを用いるようになり、1956年メルボルンオリンピックからバタフライが独立種目となった。距離は当初、ヤードまたはマイルとしても実施されていたが、徐々に種目の整理がなされ、1908年ロンドンオリンピックからはメートルのみの実施となっている。また、同年、このロンドンオリンピックがきっかけとなって国際水泳連盟（FINA、現・世界水泳連盟）が設立された。
現在は、小学校や中学校で体育の授業で水泳を習っている。(クロール・平泳ぎ・背泳ぎ・バタフライ）

## 種目
競技は種目と距離、性別によって分けられている。
個人種目としては、男女それぞれにバタフライ・背泳ぎ・平泳ぎ・自由形の4泳法と、これを個人で順に行う個人メドレーがある。
距離は、自由形では 50m・100m・200m・400m・800m・1500m があり、多くの大会で女子1500mと男子800mは省略されてきたが2020年東京オリンピックより正式種目に採用された。
平泳ぎ・背泳ぎ・バタフライでは 50m・100m・200m があり、個人メドレーでは 200m・400m がある。短水路の競技大会では、100m個人メドレーも行われる。
競技者は低年齢から高齢者まで幅広いため、低年齢や高齢者が参加する短水路の競技大会では、各泳法の 25m が行われることも多い（世界記録などの対象ではない）。最も競技人口が多い種目は自由形短距離で、次いで多いのが平泳ぎとされている。短距離ほど参加人数が多い傾向にある。
学校対抗、クラブチーム対抗、国別対抗などの性格を持つ大会の場合、団体種目として4人が1チームとして順に泳ぐリレーが行われる。4人とも自由形で泳ぐフリーリレーと、4人がそれぞれ背泳ぎ・平泳ぎ・バタフライ・自由形の順に泳ぐメドレーリレーがある。国際大会の場合はフリーリレーは 4×100m・4×200m が、メドレーリレーは 4×100m が行われる。短水路の競技大会では、フリーリレーとメドレーリレーの 4×50m も行われる。低年齢や高齢者が参加する短水路の競技大会では、25mの個人種目や4×25mリレーも行われる事がある。2013年の規則改正で混合フリーリレー、混合メドレーリレーが新設され、1チーム男子2名＋女子2名の4名で行われる。
好記録が期待できる日本選手権水泳競技大会、ジャパンオープン(50m)、日本選手権(25m)水泳競技大会では、チーム対抗ではないのでリレー競技は行われない。
競技会のプログラム構成によって、オープンウォータースイミングは競泳の一種目として扱われる場合と、独立した競技として実施される場合がある。

## ルール
詳細はそれぞれのページを参照。
スタート時は、審判長の長いホイッスルによりスタート台に上がり（背泳ぎの場合は1回目の長いホイッスルで入水し、2回目のホイッスルでスタートの位置に付く）、出発合図員の号令「take your marks」でスタートの姿勢をとる。スタートの合図（電子音）までは静止しなければならないので、体を振って勢いなどをつける事はできない。その後は各種目で指定されたルールに従って泳ぐ。
国際大会や主要な大会では自動審判計時装置を使用するが、この装置のセンサーであるタッチ板の厚さが1cmあるため、タッチ板を装着していない状態の長水路のプールの長さは50.02m、短水路のプールの長さは25.01mまたは25.02mである。

### 服装
世界水泳連盟の競技規則は概ね以下のとおり。
- 全ての競技者が着用する服装（水着、帽子、ゴーグル）は、公序良俗に反せず、個人スポーツの規則に適合するものであって、許可された以外のいかなるシンボルもつけてはならない。
  - 補足：商標については、その面積の合計が1商品において16 平方センチメートル以下とするよう別途具体的な定めがある。
- いかなる水着も非透過でなければならない。
- 競技会では、競技者はワンピースもしくはツーピースの水着を１枚着用できる。（キャップは２枚着用できる。）
- 男子はヘソからヒザまで、女子は首を覆ったり肩を超えずヒザまでの線維材料のもの（FINA水着承認要件に従って承認されたもの）を着用しなければならない。アームバンドやリストバンドは水着のパーツとみなさない。
- 競技役員は、規則に適合しない水着等を着用している競技者を除外する権限を持つ（通常は招集所で招集員により水着に国際水連の承認済バーコードが入っているかチェックが行われる）。
- 競技会で使用される新たなデザイン・設計・材料の水着は、製造業者が事前に世界水連に提出し承認を得なければならない。
- 水着の製造業者は、許可を得た新たな水着が、特定の競技者のためのものであってはならないことを理解しなければならない。
  - 補足：オリンピックや世界選手権で着用できる水着については、参加するすべての選手に満遍なく行き渡るようにする製造体制が取られていることが、許可の条件となっている。このため、各メーカーでは、最新式の水着を出す場合には、まず代表クラスにのみ供給し、徐々に販売する選手のレベルを下げて行くようにしており、物によっては発表から1年たってようやくエンドユーザー向けに発売したり、一般向けには一切発売しないということもある。

## 各国の競泳

### 日本
周りが海に囲まれ、内陸部でも流れの早い川が多い日本では、水泳は馴染み深いものだった。古くから泳法が発達しており、水中での格闘技術や馬上水練、立ち泳ぎでの弓や鉄砲の取り扱いは、武士の嗜みともされていた。明治維新以降、欧米のスポーツが普及するにつれて、「スイミング」もまた日本人の興味をひくところとなり、1914年に初めて全国水泳大会が開催され、1924年には末弘厳太郎の尽力により大日本水上競技聯盟（現・日本水泳連盟）が発足した。 ちなみに日本における最初の競泳大会は、1856年に東京・越中島で講武所の上覧水泳が開かれた際に行われたとされている。
1930年代から1940年代にかけては世界No.1の実力を誇り、競泳は日本のお家芸と呼ばれた。オリンピックでは、1932年ロサンゼルスオリンピックで、男子全6種目中5種目で金メダルを獲得。100m背泳ぎでは、金銀銅メダルを独占した。次の1936年ベルリンオリンピックでもライバルのアメリカ合衆国を圧倒した。1940年から第二次世界大戦や太平洋戦争の勃発によりオリンピックが中断。1948年ロンドンオリンピックに日本は出場出来ず、世界から敗戦国日本の実力を疑われていたが、1949年の全米選手権に日本選手団が参加し、世界記録を連発。戦前からの力が衰えていない事を示した。
もともと体格的に劣るという面で不利なタイム競技である競泳において世界の競泳レベルがアップしていく中、日本は国際競争力を少しずつ落として行き、1964年東京オリンピック以降は完全に低迷期に入った。1988年ソウルオリンピックでは、鈴木大地が100m背泳ぎで金メダルを獲得して日本競泳陣に16年ぶりの金メダルをもたらし、日本人の短距離種目での金メダル獲得が当時の日本のスポーツ界に大きな影響を与え、1992年バルセロナオリンピックでは、岩崎恭子が200m平泳ぎで金メダルを獲得して14歳6日の競泳最年少記録で金メダリスト（オリンピックメダリスト日本人最年少記録）になるなど、競泳界から国民的英雄を輩出して単発的にメダルを獲得する事はあったが、競泳界全体のレベルは上がらず、1968年メキシコシティオリンピック、1976年モントリオールオリンピック、1984年ロサンゼルスオリンピック、1996年アトランタオリンピックでは、メダルもゼロに終わった。
競泳大国が国を挙げて強化に取り組む中、日本も近年ようやく組織的な強化に着手し、2004年アテネオリンピックでは、北島康介が平泳ぎで2冠を達成し、メドレーリレーでは銅メダルに導くなどの活躍で久しぶりにメダル8個（金メダル3個）を獲得した。北島は、続く2008年北京オリンピックでも2冠を果たし、日本人史上初となるオリンピック2大会連続2種目制覇を達成した（平泳ぎでの2大会連続2種目制覇は世界初である）。2012年ロンドンオリンピックでは、戦後最多・歴代2位タイとなる11個のメダルを獲得した（金メダルは0個）。中でもメドレーリレーにおいては、男子が銀メダル、女子が銅メダルを獲得し、日本競泳史上初となる男子のこの種目での銀メダル獲得・3大会連続でのメダル獲得、そして男女両方でのメダル獲得の快挙を果たした。
ちなみに、夏季オリンピックの水泳種目で日本人が最も多くの金メダルを獲得している種目は平泳ぎであり、次いで自由形である。

#### 場内アナウンス
かつて日本の競泳では競技開始前に出場者を紹介する際、『第1のコ～～～～～ス、○○くん』と「コ」を長く延ばす独特のアナウンスが行われていた。日本で競泳が始まった当初は選手の名前が一覧できるプログラムや掲示板などがなく、関係者や観客、記者には場内放送以外に出場者など競技の基本的な情報源がなかったため、競技の内容を記録する時間をとるためにこのようなアナウンスが行われるようになったといわれている。現在では場内電光掲示板、Webによるリアルタイム配信など競技の情報源が整えられており、時間を作る必要性がなくなっているため、このようなアナウンスは行われない。
2022年現在は「コース」ではなく「レーン」を用いているので「第１レーン、○○くん（所属）。」となる。